# ケノーシャ郡 (ウィスコンシン州)
ケノーシャ郡（英: Kenosha County、[kəˈnoʊʃə]）は、アメリカ合衆国ウィスコンシン州の南東隅に位置する郡である。人口は16万9151人（2020年）。郡庁所在地はケノーシャであり、同郡で人口最大の都市である。
ケノーシャ郡はウィスコンシン州でも最もイリノイ州シカゴに近く、昔からシカゴ市郊外から移住者を受け容れてきた。2008年、ウィスコンシン州管理省の人口統計学者が、ケノーシャ郡の道路の改良事業による人材需要、および生活の質という要素によって、長年イリノイ州から移住する動機になってきたと報告した。2006年から2007年、ケノーシャ郡では424人の転入増があった。このためアメリカ合衆国国勢調査局はシカゴ都市圏に含めている。過去10年で商業開発が大きく進んだが、近接するシカゴやミルウォーキーの経済に大きく依存している。

## 地理
アメリカ合衆国国勢調査局に拠れば、郡域全面積は754平方マイル (1,952.9 km2)であり、このうち陸地273平方マイル (707.1 km2)、水域は481平方マイル (1,245.8 km2)で水域率は63.83%である。

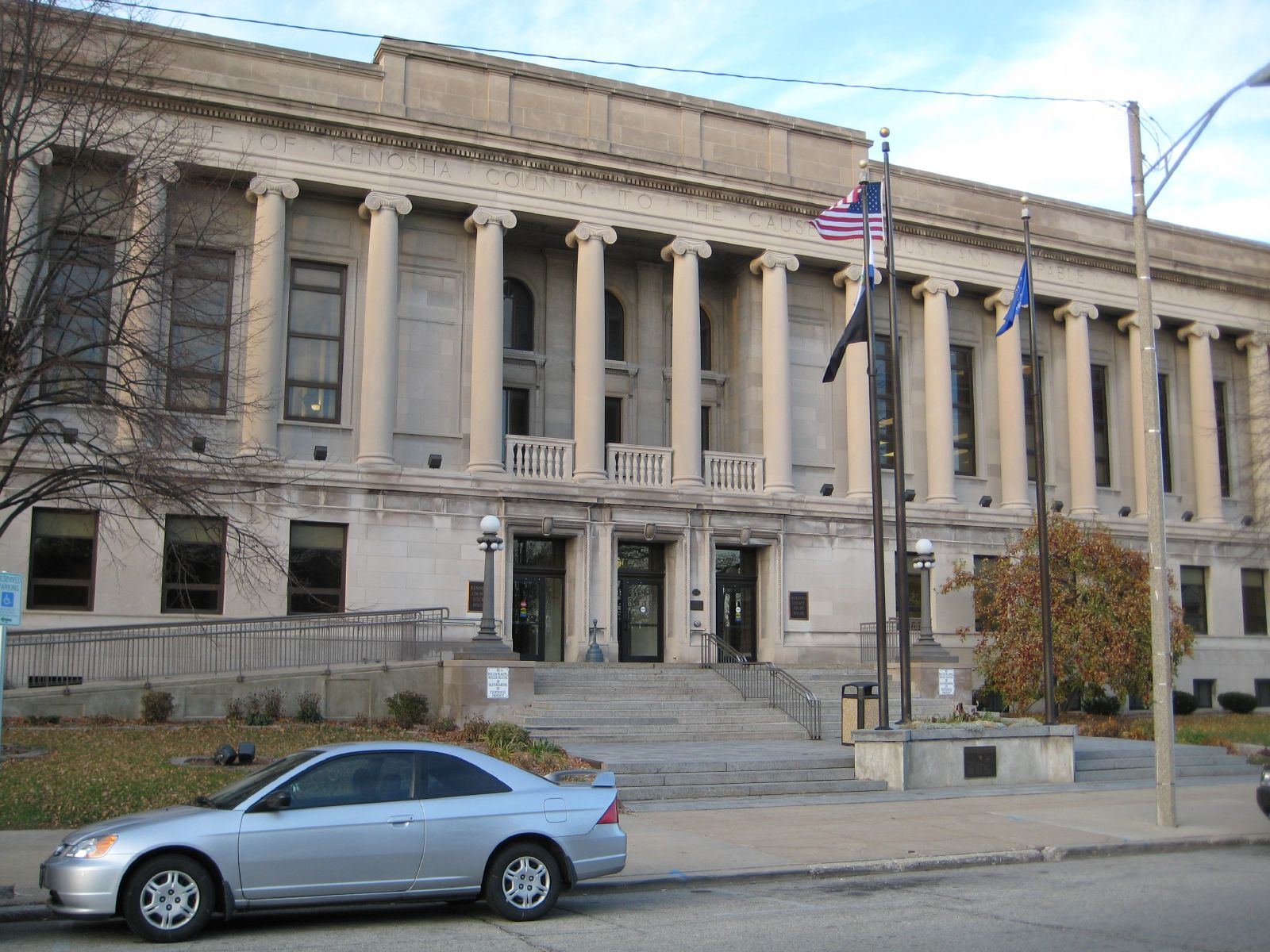
ケノーシャ郡庁舎と監獄

### 主要高規格道路
- 州間高速道路94号線
- アメリカ国道41号線（スコーキー・ハイウェイ）
- アメリカ国道45号線
- ウィスコンシン州道31号線
- ウィスコンシン州道32号線
- ウィスコンシン州道50号線
- ウィスコンシン州道75号線
- ウィスコンシン州道83号線
- ウィスコンシン州道158号線
- ウィスコンシン州道165号線
- ウィスコンシン州道142号線

### 隣接する郡
- ラシーン郡 - 北
- アレガン郡 (ミシガン州) - 東
- ヴァンビューレン郡 (ミシガン州) - 南東
- レイク郡 (イリノイ州) - 南
- マクヘンリー郡 (イリノイ州) - 南西
- ウォルワース郡 - 西

## 人口動態

2000人口ピラミッド

以下は2000年国勢調査による人口統計データである。
| 基礎データ - 人口: 149,577人 - 世帯数: 56,057 世帯 - 家族数: 38,455 家族 - 人口密度: 212人/km2（548人/mi2） - 住居数: 59,989軒 - 住居密度: 85軒/km2（220軒/mi2） 人種別人口構成 - 白人: 88.38% - アフリカン・アメリカン: 5.08% - ネイティブ・アメリカン: 0.38% - アジア人: 0.92% - 太平洋諸島系: 0.04% - その他の人種: 3.29% - 混血: 1.91% - ヒスパニック・ラテン系: 7.19% 先祖による構成 - ドイツ系：28.8% - イタリア系：10.4% - アイルランド系：7.0% - ポーランド系：7.6% | 年齢別人口構成 - 18歳未満: 27.1% - 18-24歳: 9.4% - 25-44歳: 31.3% - 45-64歳: 20.7% - 65歳以上: 11.5% - 年齢の中央値: 35歳 - 性比（女性100人あたり男性の人口） - 総人口: 98.3 - 18歳以上: 95.3 世帯と家族（対世帯数） - 18歳未満の子供がいる: 34.8% - 結婚・同居している夫婦: 52.7% - 未婚・離婚・死別女性が世帯主: 11.5% - 非家族世帯: 31.4% - 単身世帯: 25.5% - 65歳以上の老人1人暮らし: 9.1% - 平均構成人数 - 世帯: 2.60人 - 家族: 3.13人 |

## 郡政府
郡政府の行政部門で選挙によって選ばれる役人は郡執行役、地区検事、保安官、財務官、郡事務官、登記官、巡回裁判所事務官がいる。民主党員が多く選ばれている。
立法府は郡政委員会である。小選挙区から選ばれる28人の委員で構成されている。郡執行役は春に郡全体から無党派で選出される。地区検事、財務官、郡事務官、登記官は大統領選挙がある年の秋に郡全体から党派選挙で選出され、保安官と巡回裁判所事務官は州知事選挙のある年の秋に郡全体から党派選挙で選出される。

## 都市と町
| 都市                      | 村 | 町                                                                        | 未編入の町 | 未編入の町 | ゴーストタウン |
| ------------------------- | --- | ------------------------------------------------------------------------- | --- | --- | -------------- |
| - ケノーシャ - 郡庁所在地 | - ブリストル - ジェノアシティ（部分） - パドックレイク - プレザントプレーリー - シルバーレイク - ツインレイクス | - ブライトン - パリス - ランドール - セイラム - サマーズ - ウィートランド | - バセット - ベネットレイク - ベリービル - ブライトン - キャンプレイク - セントラルパーク - チャピン - フォックスリバー - ケロッグズコーナーズ - クロンダイク - レイクシャングリラ | - リバティコーナーズ - リリーレイク - ニューマンスター - パリス - パワーズレイク - セイラムオークス - セイラム - サマーズ - トレバー - ボルツレイク - ウィルモット | - オーロラ     |